# Трахтенберг, Лев Соломонович
Лев Соломонович Тра́хтенберг (29 октября (11 ноября) 1914 года — ?) — советский инженер и звукооператор, изобретатель. Заслуженный работник культуры РСФСР (1974). Лауреат Сталинской премии третьей степени (1950).

## Биография
Лев Трахтенберг родился в 1914 году. В 1938 году окончил Киевский институт киноинженеров. В 1939 году — старший инженер, в 1944—1951 годы — технорук цеха звукотехники киностудии «Мосфильм». С 1952 года там же работал звукооператором. Участвовал в разработке и внедрении фотографической, магнитной и стереофонической звукозаписи. Автор ряда изобретений и усовершенствований.

## Фильмография
- 1946 — «Глинка»
- 1952 — «Учитель танцев»
- 1953 — «Анна Каренина»
- 1953 — «Свадьба с приданым»
- 1954 — «Золотые яблоки»
- 1956 — «Пролог»
- 1957 — «Сёстры»
- 1958 — «Восемнадцатый год»
- 1959 — «Хмурое утро»
- 1960 — «Серёжа»
- 1962 — «Суд сумасшедших»
- 1964 — «Негасимое пламя»
- 1965 — «Время, вперёд!»
- 1967 — «Морские рассказы»
- 1967 — «Они живут рядом»
- 1967 — «Туманность Андромеды»
- 1968 — «Первая девушка»
- 1970 — «Один из нас»
- 1971 — «Ты и я»
- 1972 — «Человек на своём месте»
- 1973 — «С весельем и отвагой»
- 1974 — «Единственная дорога»
- 1976 — «Сказ про то, как царь Петр арапа женил»

## Награды и премии
- 1950 — Сталинская премия третьей степени (за участие в разработке и внедрении нового метода звукозаписи фильмов)
- 1974 — Заслуженный работник культуры РСФСР (за заслуги в области советской кинематографии)